# Vía Verde Litoral Gibraleón-Ayamonte
La Vía Verde Litoral Gibraleón-Ayamonte est un sentier de randonnée du sud de l'Espagne qui emprunte le trajet de l'ancienne voie ferrée de Gibraleón à Ayamonte, dans la province de Huelva en Andalousie. Cette voie ferrée faisait partie de la ligne Huelva-Zafra, et reliait depuis 1936 les localités de Gibraleón, Aljaraque (arrêt à 7 km), Cartaya, Lepe, La Redondela, Isla Cristina (arrêt à 400 m de Pozo del Camino et à 1 300 m de Isla Cristina) et Ayamonte.
Elle a été démantelée en 1987.
Une section traverse les marais devenus depuis 1989 le parc naturel Marismas de Isla Cristina.